# كأس اليونان 1993–94
كأس اليونان 1993–94 (باليونانية: Κύπελλο Ελλάδος ποδοσφαίρου ανδρών 1993-94)‏ هو الموسم 52 من كأس اليونان. أشرف على تنظيمه الاتحاد الإغريقي لكرة القدم، وكان عدد الأندية المشاركة فيه 72، وفاز فيه باناثينايكوس.